# Great Western of Brazil Railway
The Great Western of Brazil Railway Company Limited foi uma empresa ferroviária inglesa que construiu e explorou ferrovias no Nordeste do Brasil.

## História
Alguns capitalistas ingleses criaram, em Londres, em 1872, uma companhia que se destinava a construir ferrovias no Brasil, espelhando-se na Great Western Railway Company, criada em 1835, e que fazia a ligação Liverpool–Bristol a Londres.
Seu funcionamento no Brasil foi autorizado em 1873, quando conseguiu a concessão para construir uma ferrovia em Pernambuco que ligaria o Recife a Limoeiro.
Em 1881 iniciou o funcionamento, com a conclusão do primeiro trecho (Recife–Paudalho). Em 1896 construiu a ferrovia Recife–Caruaru e no início do século XX arrendou as demais ferrovias do estado. Construiu prolongamentos de linhas já existentes, por exemplo, o trecho entre Tacaimbó e Afogados da Ingazeira na Linha Centro do estado de Pernambuco. Em 1901 ganhou concessão de linhas férreas ligando o Recife a Maceió.
Em 1945 a Great Western possuía mais de 1.600 km de ferrovias, alcançando outros estados do Nordeste. Já em 1951 encerrou suas atividades no Brasil, sendo sucedida pela Rede Ferroviária do Nordeste, antecessora da  Rede Ferroviária Federal S. A. (RFFSA).

## Transporte
A Great Western fazia o transporte de passageiros e cargas, ajudando a escoar os produtos agrícolas do interior de Pernambuco e do Nordeste. 
Em 1953 a sua sucessora, a RFN, adquiriu junto à English Electric treze locomotivas diesel-elétricas do tipo EE RFN, iniciando a dieselização de suas linhas.